# Dicranophorus halbachi
Dicranophorus halbachi är en hjuldjursart som beskrevs av Koste 1981. Dicranophorus halbachi ingår i släktet Dicranophorus och familjen Dicranophoridae. Inga underarter finns listade i Catalogue of Life.